# Fuad Siniora
Fuad Siniora (auch Fouad Siniora; arabisch فؤاد السنيورة, DMG Fuʾād as-Sinyūra; * 14. April 1943 in Sidon) ist ein libanesischer Politiker (Zukunftsbewegung). Vom 30. Juni 2005 bis zum 9. November 2009 war er Ministerpräsident des Libanon. Er gehört zur Gruppe der Sunniten, die nach der Verfassung von 1999 stets den Regierungschef stellen (die zwei Präsidentenämter – Staatspräsident und Parlamentspräsident – sind gemäß dem Nationalpakt im Sinne einer konfessionellen Parität den Christen bzw. den Schiiten im Libanon vorbehalten).

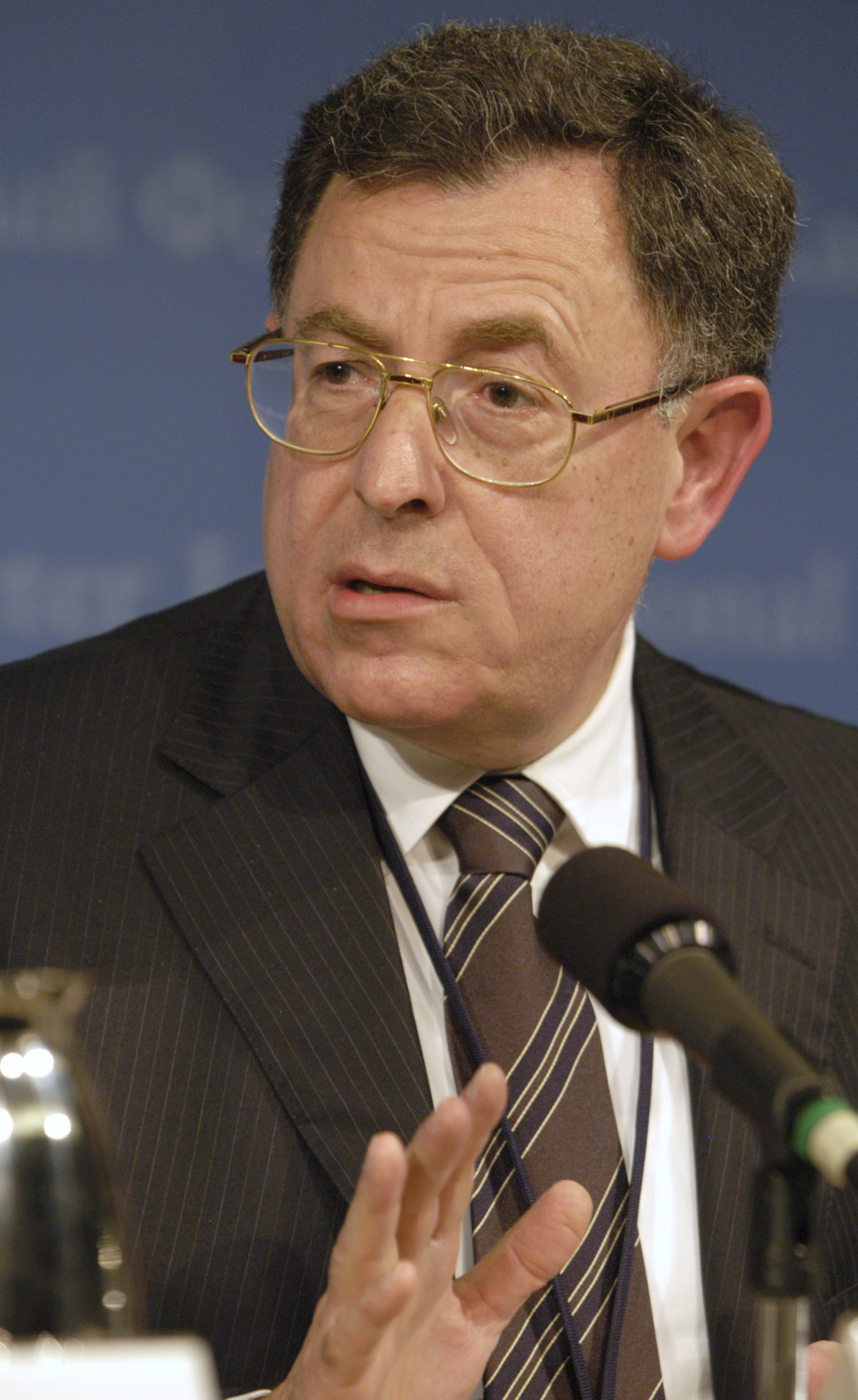
Fuad Siniora

## Leben
Nach dem Studium an der Amerikanischen Universität (AUB) in Beirut war Siniora zunächst bei der Citibank beschäftigt, bevor er in den 1970er-Jahren einen Lehrauftrag an der Amerikanischen Universität innehatte. Danach arbeitete er ab 1977 im Audit Committee der libanesischen Zentralbank und war anschließend ab 1982 in dem Unternehmen von Rafiq Hariri beschäftigt.
Siniora war in mehreren Nachkriegsregierungen Finanzminister und Rafiq Hariris enger Vertrauter. Zuletzt war er „Chairman und Managing Director“ der Groupe Méditerranée, welche die Banque de la Méditerranée, Saudi Lebanese Bank, Allied Bank und Banque de la Méditerranée Suisse umfasst.
Er ist verheiratet mit Huda Bsat und hat drei Kinder.
Bis zum 25. Mai 2008 war Siniora provisorischer Staatspräsident des Libanon, danach wurde Michel Suleiman ins Amt des Staatspräsidenten gewählt.